# آورانشز
آورانشز (به فرانسوی: Avranches) یک کمون در کشور فرانسه است که در بخش آورانشز واقع شده‌است.

## خصوصیات
آورانشز ۴٫۵ کیلومترمربع مساحت و ۸٬۰۹۰ نفر جمعیت دارد و ۱۰۸ متر بالاتر از سطح دریا واقع شده‌است.

## خواهرخوانده
شهرهای کورباخ، سن گودن و سن هلیه خواهرخوانده‌های آورانشز هستند.

## نگارخانه

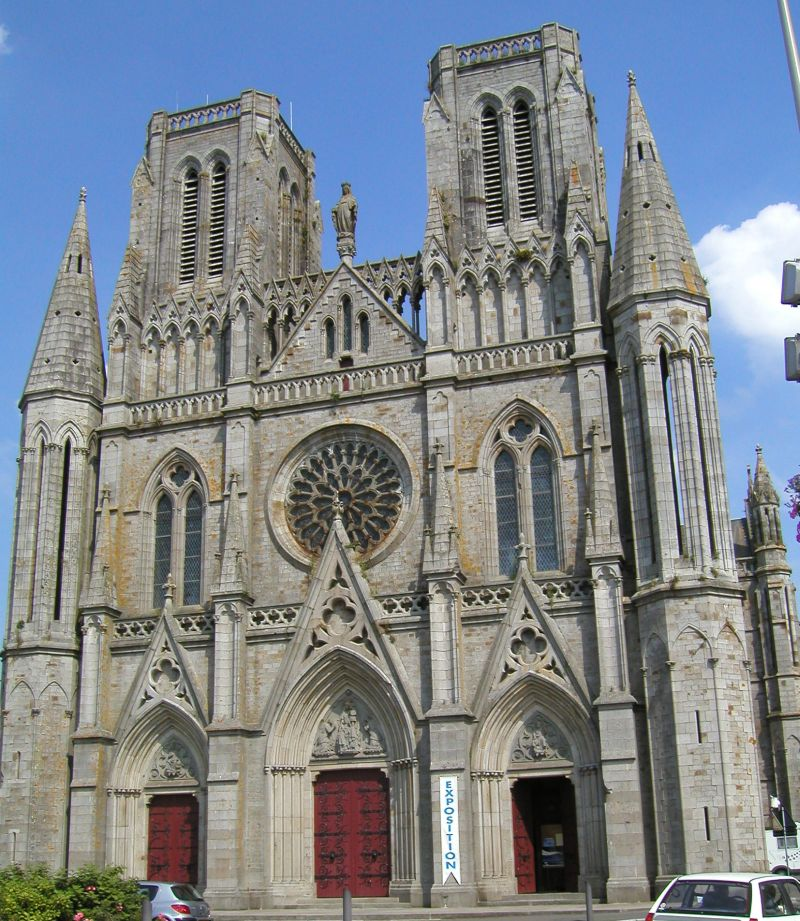
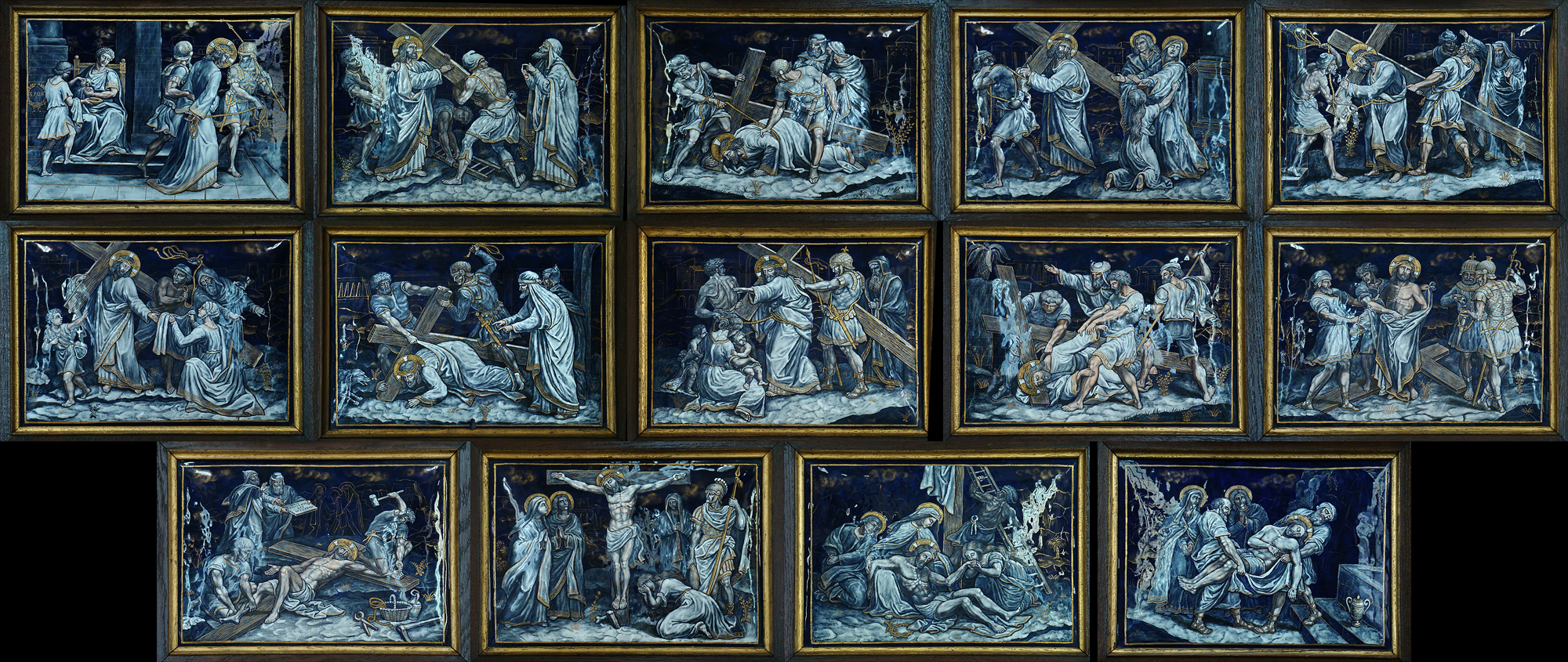
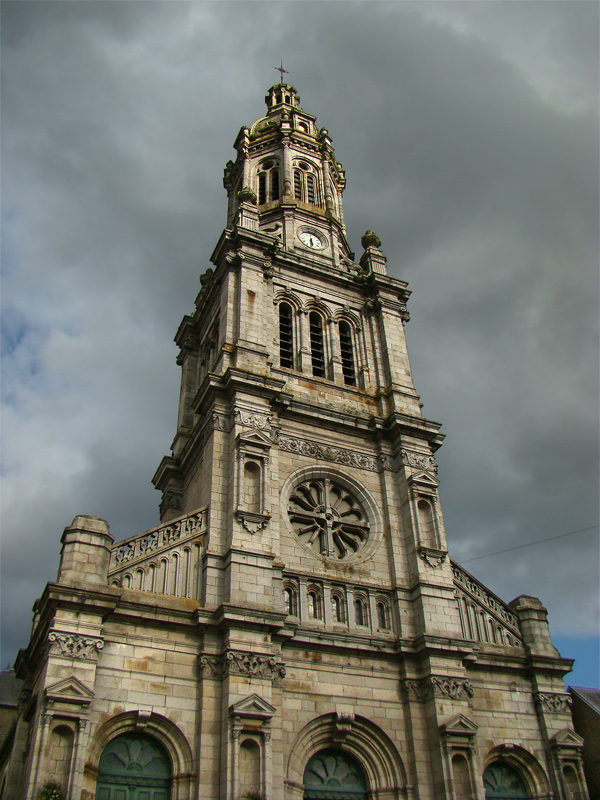
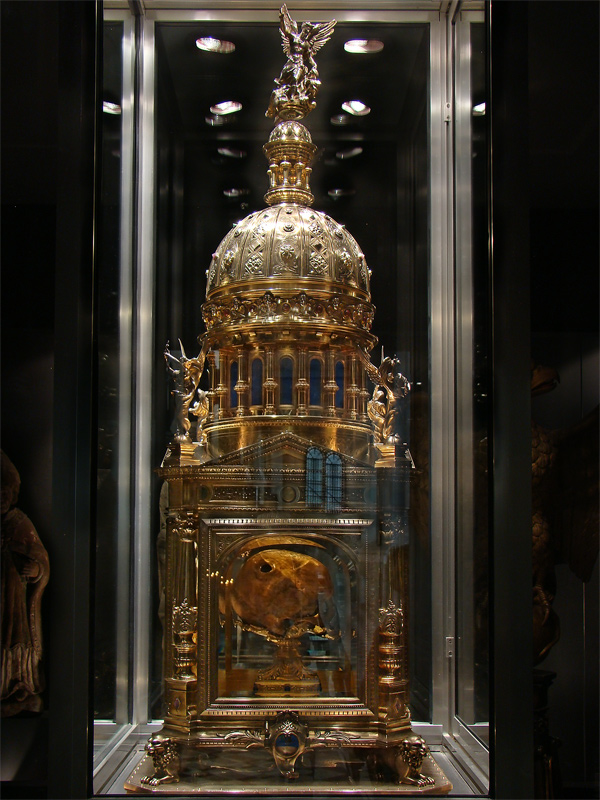